# Istraživanje Amerike
Otkriće Amerike tradicionalno se veže uz Kristofora Kolumba i Europljane koji su ga slijedili. Pretkolumbovski pomorski podvizi nemaju veću povijesnu važnost.
- prije 50 000 : 9 000 godina - Prvi stanovnici iz Sibira dolaze u Ameriku.
- 982. - Norman Erik Röde prvi put s Islanda dolazi na Grenland i tu 985. i 986. osniva prve normanske naseobine.
- 985. i 986. - Norman Bjarni Herjulfson kao Europlanin prvi put vidi američko kopno putujući od Islanda na Grenland.
- 1000. - Norman Leif Ericsson na sjevernoj obali Newfoundlanda osniva naseobinu, vjerojatno Vinland.
- 12. listopada 1492. - Kristofor Kolumbo s Amerigom Vespuccijem i ostalima dolazi do bahamskog otoka Guanahami (San Salvador ili Watling), otkriva Kubu i Hispaniolu (Haiti, Dominikanska Republika).
- 1492. – 1496. - Kolumbo na drugom putovanju otkriva Male Antile, Puerto Rico i Jamajku.
- 1497. - J. Cobot dopire do Labradora u Sjevernoj Americi.
- 1498. : 1500. - Kolumbo na trećem putovanju otkriva južnoameričku kopnenu obalu u blizini rijeke Orinoca i otok Trinidad.
- 1499. - Vespucci otkriva sjeveroistočnu obalu Brazila i ušće rijeke Amazone.
- 1500. - P.A. Cabral iskrcava se u Brazilu i osvaja ga za Portugal.
- 1502. : 1504. - Kolumbo na četvrtom putovanju otkriva obalu od Hondurasa do prevlake Darién (Panama).
- 1508. : 1509. - J.D. Solis i V. Pinzón otkrivaju južnoameričku istočnu obalu u području La Plate.
- 1513. - V.N. Balboa prelazi preko Dariénske prevlake (Panamska prevlaka) i dolazi na obalu Južnog mora (danas Tihog oceana).
- 1519. - D. Pineda otkriva ušće rijeke Mississippi.
- 1520. - Ferdinand Magellan na putu oko svijeta otkriva južni šiljak Južne Amerike i kroz morski prolaz, koji je po njemu dobio ime, dolazi u Tihi ocean.
- 1524. - G. Verrazano otkriva sjevernoameričku obalu do otoka Cape Breton.
- 1535. : 1536. - J. Cartier otkriva rijeku Saint Lawrence u Sjevernoj Americi.
- 1592. - J. Davis otkriva otočnu skupinu Malvine, koja je poslije dobila ime Falkland.
- 1610. - H. Hudson otkriva zaljev koji je po njemu dobio ime.
- 1616. - Le Maire i W.C. Schouten otkrivaju rt Horn.
- 1741. - V. Bering i A.I. Čirikov otkrivaju sjeverozapadnu obalu (Aljaska) Sjeverne Amerike i više Aleutskih otoka.
- 1789. : 1793. - A. Mackenzie otkriva rijeku, nazvanu po njemu Mackenzie, prelazi Stjenjak i dolazi do obale Tihog oceana.
- 1792. : 1795. - G. Vancouver istražuje obalu Sjeverne Amerike od Kalifornije do Aljaske.
- 1804. : 1806. - M. Lewis i W. Clark prelaze sjevernoameričko kopno od Saint Luisa, uz Missouri, preko Stjenjaka do pacifičke obale (ušće Columbije).